# Мироновка (Белогорский район)
Миро́новка (до 1948 года Караба́й; укр. Миронівка, крымскотат. Cavluş Qarabay, Джавлуш Къарабай) — село в Белогорском районе Республики Крым, входит в состав Вишенского сельского поселения (согласно административно-территориальному делению Украины — Вишенского сельского совета Автономной Республики Крым).

## Население
| 2001 | 2014 |
| ---- | ---- |
| 320  | ↘245 |

Всеукраинская перепись 2001 года показала следующее распределение по носителям языка
| Язык             | Процент |
| ---------------- | ------- |
| русский          | 56.25   |
| крымскотатарский | 32.5    |
| украинский       | 7.19    |
| другие           | 0.31    |

### Динамика численности
| - 1805 год — 114 чел. - 1864 год — 15 чел. - 1889 год — 165 чел. - 1892 год — 33 чел. - 1900 год — 137 чел. - 1915 год — 284/70 чел. | - 1926 год — 262 чел. - 1989 год — 253 чел. - 2001 год — 330 чел. - 2009 год — 313 чел. - 2014 год — 245 чел. |

## Современное состояние
На 2017 год в Мироновке числится 2 улицы — Центральная и Шелковичная; на 2009 год, по данным сельсовета, село занимало площадь 66,6 гектара на которой, в 86 дворах, проживало 313 человек.

## География
Мироновка — село в центре района, лежит в балке безымянного ручья, левого притока реки Биюк-Карасу, в предгорье Внутренней гряды Крымских гор. Высота центра села над уровнем моря — 189 м. Ближайшее село Вишенное в 1,5 км восточнее. Расстояние до райцентра — около 13 километров (по шоссе), расстояние до ближайшей железнодорожной станции Нижнегорская — примерно 41 километр. Транспортное сообщение осуществляется по региональной автодороге 35Н-094 от шосе Нижнегорский — Белогорск (по украинской классификации — С-0-10318).

## История
Первое документальное упоминание села встречается в Камеральном Описании Крыма… 1784 года, судя по которому, в последний период Крымского ханства Карабай входил в Карасубазарский кадылык Карасубазарского каймаканства. После присоединения Крыма к России (8) 19 апреля 1783 года, (8) 19 февраля 1784 года, именным указом Екатерины II сенату, на территории бывшего Крымского Ханства была образована Таврическая область и деревня была приписана к Симферопольскому уезду. После Павловских реформ, с 1796 по 1802 год, входила в Акмечетский уезд Новороссийской губернии. По новому административному делению, после создания 8 (20) октября 1802 года Таврической губернии, Карабай был включён в состав Табулдинской волости Симферопольского уезда.
По Ведомости о всех селениях в Симферопольском уезде состоящих с показанием в которой волости сколько числом дворов и душ… от 9 октября 1805 года, в деревне Карабай числилось 23 двора и 114 жителей, исключительно крымских татар. На военно-топографической карте генерал-майора Мухина 1817 года деревня Карабай обозначена как Карабаш, с 30 дворами. После реформы волостного деления 1829 года Карабай, согласно «Ведомости о казённых волостях Таврической губернии 1829 года», отнесли к Айтуганской волости. На карте 1836 года в деревне 20 дворов, как и на карте 1842 года.
В 1860-х годах, после земской реформы Александра II, деревню приписали к Зуйской волости. В «Списке населённых мест Таврической губернии по сведениям 1864 год», составленном по результатам VIII ревизии 1864 года, Карабай — владельческая татарская деревня с 4 дворами, 15 жителями и 2 мечетями при колодцах. По обследованиям профессора А. Н. Козловского начала 1860-х годов, в селении «имеются в изобилии родники и горные ручейки», также были колодцы с пресной водой глубиной не более 3—5 саженей (6—10 м). Согласно «Памятной книжке Таврической губернии за 1867 год», деревня Карабай была покинута жителями в 1860—1864 годах, в результате эмиграции крымских татар, особенно массовой после Крымской войны 1853—1856 годов, в Турцию и оставалась в развалинах. Если на трёхверстовой карте Шуберта 1865 года деревня Карабай её обозначена, то на карте, с корректурой 1876 года её уже нет.
По сведениям И. А. Носковой, во второй половине XIX века видинские болгары, жители сел Бердянского и Мелитопольского уездов, основали Коробай.
В «Памятной книге Таврической губернии 1889 года» по результатам Х ревизии 1887 года записан Карабай с 24 дворами и 165 жителями. На верстовой карте 1890 года в деревне обозначено 30 дворов с русским населением.
После земской реформы 1890 года, Карабай отнесли к воссозданной Табулдинской волости. Согласно «…Памятной книжке Таврической губернии на 1892 год», в деревне Карабай, входившей в Айтуганское сельское общество, числилось 33 жителя в 5 домохозяйствах, владевших 1271 десятиной земли, 19 человек в 4 дворах безземельные. По «…Памятной книжке Таврической губернии на 1902 год» в деревне Каробай, входившей в Айтуганское сельское общество, числилось 137 жителей в 23 домохозяйствах. На 1914 год в селении действовала земская школа. По Статистическому справочнику Таврической губернии. Ч.II-я. Статистический очерк, выпуск шестой Симферопольский уезд, 1915 год, в деревне Карабай Табулдинской волости Симферопольского уезда числилось 42 двора с русским населением в количестве 284 человек приписных жителей и 40 — «посторонних», из которых 155 мужчин и 169 женщин. Жители владели 1240 десятинами удобной земли. В хозяйствах имелось 263 лошади, 165 волов, 71 корова и 128 голов мелкого скота.
После установления в Крыму Советской власти, по постановлению Крымревкома от 8 января 1921 года была упразднена волостная система и село вошло в состав вновь созданного Карасубазарского района Симферопольского уезда, а в 1922 году уезды получили название округов. 11 октября 1923 года, согласно постановлению ВЦИК, в административное деление Крымской АССР были внесены изменения, в результате которых округа ликвидировались, Карасубазарский район стал самостоятельной административной единицей и село включили в его состав. Согласно Списку населённых пунктов Крымской АССР по Всесоюзной переписи 17 декабря 1926 года, в селе Карабай, Мушашского сельсовета (в котором село состоит всю дальнейшую историю) Карасубазарского района, числилось 60 дворов, из них 49 крестьянских, население составляло 262 человека, из них 258 русских, 3 украинца. 1 болгарин, действовала русская школа.
Вскоре после освобождения Крыма, 12 августа 1944 года было принято постановление № ГОКО-6372с «О переселении колхозников в районы Крыма», в исполнение которого в район завезли переселенцев: 6000 человек из Тамбовской и 2100 — Курской областей, а в начале 1950-х годов последовала вторая волна переселенцев из различных областей Украины. С 25 июня 1946 года Карабай в составе Крымской области РСФСР. Указом Президиума Верховного Совета РСФСР, от 18 мая 1948 года, Карабай переименовали в Мироновку. 26 апреля 1954 года Крымская область была передана из состава РСФСР в состав УССР. По данным переписи 1989 года в селе проживало 253 человека. С 12 февраля 1991 года село в восстановленной Крымской АССР, 26 февраля 1992 года переименованной в Автономную Республику Крым. С 21 марта 2014 года — в составе Республики Крым России.